# Christopher Völk
Christopher Völk (ur. 15 sierpnia 1988) – niemiecki judoka. Olimpijczyk z Londynu 2012, gdzie zajął szesnaste miejsce w wadze lekkiej.
Uczestnik mistrzostw świata w 2010, 2011 i 2014. Startował w Pucharze Świata w latach 2008–2011, 2013, 2015 i 2016. Medalista wielu turniejów.

## Letnie Igrzyska Olimpijskie 2012
| Konkurencja | Rundy eliminacyjne              | Klas. końcowa |
| Konkurencja | Przeciwnik I                    | Miejsce       |
| ----------- | ------------------------------- | ------------- |
| 73 kg       | Sajndżarglyn Njam-Oczir (MGL) P | 16.           |